# Tanggeran (Somagede)
Tanggeran is een bestuurslaag in het regentschap Banyumas van de provincie Midden-Java, Indonesië. Tanggeran telt 4031 inwoners (volkstelling 2010).